# 長野藤直
長野 藤直（ながの ふじなお）は、室町時代後期から戦国時代にかけての武将。長野工藤氏12代当主。

## 略歴
宝徳2年（1450年）、9代当主・長野持藤（宗忠）の5男として誕生。
文明18年（1486年）、兄で11代当主・藤継が死去したため、その後を継いで12代当主となった。伊勢国における勢力を拡大するために積極的な遠征を行い、永正7年（1510年）に桑名を占領した。
永正11年（1514年）11月15日に死去。享年65。跡を嫡男・通藤が継いだ。